# Sam Dolgoff
Sam Dolgoff (1902 - 1990) foi um historiador anarcossindicalista estadunidense. Nascido na Rússia, mudou-se na infância para Nova York, onde inicialmente viveu no Bronx e logo depois na Lower East Side em Manhattan, onde morreu. Seu pai foi um pintor, ofício que o Sam aprendeu e exerceu dos 11 anos de idade até o fim de sua vida.
Sam ingressou no sindicato Industrial Workers of the World na década de 1920 e manteve-se como membro ativo durante toda a sua vida, tendo papel ativo no movimento anarquista americano durante boa parte do século XX. Foi co-fundador do período Libertarian Labor Review, mais tarde renomeado para Anarcho-Syndicalist Review. Dolgoff foi membro da Chicago Free Society Group nos anos 1920 e co-fundou uma seção da Liga Libertária em Nova York em 1954. Escreveu diversos artigos para periódicos anarquistas assim como livros e foi o editor de muitas antologias aclamadas.
Dolgoffd deu ênfase às raízes anarquistas do movimento operário e serviu como um contrapeso moderador aos anarcopunks das décadas de 1970 e 1980 que tendiam à prática de sabotagens e confrontos com a polícia. Ainda que Dolgoff mantivesse amizade com Murray Bookchin, importante teórico anarquista contemporâneo, se opôs a sua teoria da ecologia social, permanecendo firme na tradição anarquista de Mikhail Bakunin e Piotr Kropotkin.